# Albericus
Albericus és un gènere de granotes de la família Microhylidae endèmic de Nova Guinea.

## Taxonomia
- Albericus brunhildae
- Albericus darlingtoni
- Albericus fafniri
- Albericus gudrunae
- Albericus gunnari
- Albericus laurini
- Albericus rheaurum
- Albericus siegfriedi
- Albericus swanhildae
- Albericus tuberculus
- Albericus valkuriarum
- Albericus variegatus